# Alan Hodgkinson
Alan Hodgkinson (Maltby, 16 agosto 1936 – 8 dicembre 2015) è stato un calciatore inglese, di ruolo portiere.

## Carriera
Giocò per tutta la carriera nello Sheffield United.
Con la Nazionale prese parte ai Mondiali del 1958 e del 1962.

## Statistiche

### Cronologia presenze e reti in nazionale
| Cronologia completa delle presenze e delle reti in nazionale ― Inghilterra | Cronologia completa delle presenze e delle reti in nazionale ― Inghilterra | Cronologia completa delle presenze e delle reti in nazionale ― Inghilterra | Cronologia completa delle presenze e delle reti in nazionale ― Inghilterra | Cronologia completa delle presenze e delle reti in nazionale ― Inghilterra | Cronologia completa delle presenze e delle reti in nazionale ― Inghilterra | Cronologia completa delle presenze e delle reti in nazionale ― Inghilterra | Cronologia completa delle presenze e delle reti in nazionale ― Inghilterra |
| Data                                                                       | Città                                                                      | In casa                                                                    | Risultato                                                                  | Ospiti                                                                     | Competizione                                                               | Reti                                                                       | Note                                                                       |
| -------------------------------------------------------------------------- | -------------------------------------------------------------------------- | -------------------------------------------------------------------------- | -------------------------------------------------------------------------- | -------------------------------------------------------------------------- | -------------------------------------------------------------------------- | -------------------------------------------------------------------------- | -------------------------------------------------------------------------- |
| 6-4-1957                                                                   | Londra                                                                     | Inghilterra                                                                | 2 – 1                                                                      | Scozia                                                                     | Torneo Interbritannico 1956                                                | -1                                                                         |                                                                            |
| 8-5-1957                                                                   | Londra                                                                     | Inghilterra                                                                | 5 – 1                                                                      | Irlanda                                                                    | Qual. Mondiali 1958                                                        | -1                                                                         |                                                                            |
| 15-5-1957                                                                  | Copenaghen                                                                 | Danimarca                                                                  | 1 – 4                                                                      | Inghilterra                                                                | Qual. Mondiali 1958                                                        | -1                                                                         |                                                                            |
| 19-5-1957                                                                  | Dublino                                                                    | Irlanda                                                                    | 1 – 1                                                                      | Inghilterra                                                                | Qual. Mondiali 1958                                                        | -1                                                                         |                                                                            |
| 23-11-1960                                                                 | Londra                                                                     | Inghilterra                                                                | 5 – 1                                                                      | Galles                                                                     | Torneo Interbritannico 1960                                                | -1                                                                         |                                                                            |
| Totale                                                                     |                                                                            | Presenze                                                                   | 5                                                                          |                                                                            | Reti                                                                       | -5                                                                         |                                                                            |